# ¡Hola!
¡Hola! és una popular revista del cor espanyola de publicació setmanal. N'hi ha diverses edicions locals a Llatinoamèrica i versions derivades, conegudes sota el nom de Hello!, que es publiquen a la Gran Bretanya i a Grècia, Rússia, Turquia, els Emirats Àrabs Units i Tailàndia.

## Història
La revista, fundada i dirigida per Antonio Sánchez, va treure el primer número a la venda a Espanya el 2 de setembre del 1954. Des del 1984, data de la mort del fundador, és el seu fill, Eduardo Sánchez Junco, qui l'ha succeït en la direcció.
El 1998 es va llençar la versió anglesa del setmanari al Regne Unit; i el 1998 també es va editar una versió francesa anomenada Ohla!, que només va existir durant sis anys. Actualment existeixen també versions mexicana (anomenada "¡Hola! México"), canadenca, russa, grega, índia (anomenades totes elles "Hello!"), cadascuna adpatada als famosos, artistes, aristòcrates, etc., de cada país (per exemple, a la versió índia apareixen estrelles de Bollywood i famílies de rajàs).
En l'actualitat, la distribució del setmanari es realitza en 92 països i, només a Espanya, té una difusió de 660.000 exemplars (segons dades de l'Oficina de Justificació de la Difusió).